# 6吋47倍徑艦炮
Mk 16型6吋47倍徑艦炮（英語：6"/47 caliber Mark 16 naval gun）是美國海軍於戰前和第二次世界大战當中採用的6英寸（152毫米）輕巡洋艦艦載主炮。它們主要搭載在三聯裝砲塔以內，並且用於打擊地面、水面目標。而Mk 16DP型6吋47倍徑艦炮（英語：6"/47 caliber Mark 16DP naval gun）是Mk 16的高平兩用砲，可用於打擊飛機和水面艦艇。它搭載於戰後的伍斯特级轻巡洋舰和密西西比號（BB-41）防空砲兵訓練艦。
還有Mk 17型6吋47倍徑艦炮（英語：6"/47 caliber Mark 17 naval gun）是Mk 16的修改型，使用袋式裝藥；它只架設在伊利級砲艦的單裝式炮架以上使用。

## 設計
該後裝式線膛艦炮製有三種版本，分別是6-英寸（152.40-）47倍徑Mk 16 Mod 0、6吋47倍徑Mk 16 Mod 1和6吋47倍徑Mk 17。6吋47倍徑（6-inch /47 caliber）是指6英寸的膛徑（口徑）和47倍的膛徑長度（一倍徑即是一膛徑），或可說達到23英尺6英寸（7.16）。“Mk 16”（全寫應為Mark 16）表示它是美國海軍6吋艦炮系列中的第16款設計。“ Mod 0”或“ Mod 1”表示對該設計進行的細微修改，其中0為原始型號，1則第一款修改的型號（具有錐形內襯）。
6吋47倍徑艦炮是在1930年代，美國海軍所研發、用於發射“超重型”穿甲（AP）型拋射彈的多種武器之一，從而在遵守《伦敦海军条约》對艦炮數量和艦隻尺寸的限制的同時，增加了戰艦的破壞力。與前型的Mk 12、14、15、18 6吋53倍徑艦炮相比，6吋47倍徑Mk 16艦炮發射的是一枚130磅（58.97）穿甲彈頭，而非僅重105磅（48千克）的穿甲彈頭。
該艦炮就架設在三種類型的砲塔以內。
Mk 16主要架設在三聯裝砲塔以內，以打擊地面、水面目標。每座砲塔以內的全數三門艦炮都架設在同一具套筒當中，因此會一同被抬高，但是延遲線圈可讓其發射時“分裂齊射”；這解決了1920年代和1930年代眾多美國巡洋艦普遍存在的炮彈分佈問題。克利夫蘭級搭載有12門艦炮，架設在四座三聯裝砲塔以內。艦隻中心線以上的三座砲塔的佈局使得所有艦炮都可從寬闊的側舷以上使用。1920年代的奧馬哈級輕巡洋艦也搭載了12門6吋53倍徑艦炮，但由於當中8門艦炮為單獨架設在炮廓以上，而且都只能向艦隻的一側開火，因此側舷射擊時最多只能使用8門艦炮。
Mk 16DP採用了雙聯裝半自動高平兩用型砲塔，可同時用以打擊空中和地面、水面目標。它倆分別的裝有各自的套筒，可以獨立抬仰。它倆在戰爭後期少量生產。與“單用途”的三重砲塔相比，高平兩用型砲塔射速較高，枱仰與迴旋速度亦更快。伍斯特级採用了這些炮架。這款砲塔並不完全令前線滿意，亦有官兵提議以三聯裝高平兩用炮架取代它們，但在第二次世界大戰以後被取消。
Mk 16／16DP艦炮可在+22.3°的抬仰角度將重達130磅（58.97）的彈頭射至11.36英里（18.28）的距離，飛行時間為44.7秒。達到44.5°的抬仰角度時的最大射程為14.77英里（23.77），飛行時間為77.3秒。彈頭的重量各不相同；一枚穿甲彈的彈頭重達130磅，而大容量（HC；high capacity）彈頭則是105磅。彈藥為半定裝式（拋射彈和推進藥彈殼為分開的）。這些艦炮的全裝推進藥式彈殼是Mk 4，裝入一具黃銅罐以內，重達65磅（29.48）。大容量彈頭可裝上機械定時（MT）引信或是在1942年末裝備的可變式時間（VT）无线电近炸引信，以對付飛機。
這款艦炮發射的Mk 34高爆彈通常被稱為“HC”，但當裝有近炸（VT）引信或是機械定時（MT）引信時，它可以用以對付飛機；因此在這種配置時，從技術上而言是“防空”（AA）彈頭。因此，根據所裝上的引信，Mk 34 HC炮彈在理論上也可變成Mk 34 AA炮彈。
每門6吋艦炮每分鐘可以發射8至10發炮彈。每門艦炮重達6.5短噸（5.80長噸），最初只能抬高至40°，但後來經過修改而可抬高至60°。最初，砲塔正面的端口被切開，只可讓其仰角為41°，可在第二次世界大戰期間，所有三聯裝6吋47倍徑艦炮的端口都受令接受修改以放寛至60°。艦炮只能在-5°—20°的俯仰角度之間裝填；當與遠處的水面目標或飛機交戰時，這會導致降低了其射速。重達105磅的Mk 34 HC炮彈在46.6°角時可以2,665英尺每秒（812.29每秒）的速度射出並且飛至23,483碼（21,472.86）；而在第二次世界大戰以前就已推出的、重達130磅的Mk 35超重型穿甲炮彈可在全裝藥時達到2,500英尺每秒（762.00每秒）的速度，並可在44.5°時貫穿最大距離達到26,000碼（23,774.40）的裝甲。
Mk 16艦炮的炮管壽命為750—1,050發全裝藥彈炮擊。
而Mk 17則是用以搭載於單裝的Mk 18炮架。Mk 17艦炮可以從20°仰角發射重達19,800碼（18,105.12；11.25英里）的105磅（47.63）常規炮彈（HE）。彈藥為袋式裝藥（拋射彈和推進藥袋為分開的）。全裝藥時，這款艦炮的推進藥袋重至34或34.5磅（15.4或15.6）之間。伊利級在四座單裝式基座以上各自搭載了一門艦炮。
每門6吋艦炮每分鐘可以發射5至8發炮彈。每門艦炮重達5.24短噸（4.68長噸），可從-10°抬高至20°。重達105磅的Mk 28常規炮彈可以2,800英尺每秒（853.44每秒）的速度射出。
Mk 17艦炮的炮管壽命同為750—1,050發全裝藥彈炮擊。

## 炮架
其命名“Mk 16”是指該舰炮在6吋炮系列的設計當中的順位為第16位，而非搭載艦炮的砲塔。當時較小的火炮具有以Mark為編號的炮架類型。在現代，美國海軍主要是以炮架（砲塔）為Mark編號，但在第二次世界大戰當中，火炮的型號才是主要重點。在1920年代至第二次世界大戰期間，大多數6吋以及更大型的火炮的砲塔會根據所搭載砲塔的艦隻種類而為人所知。
布魯克林級和圣路易斯級轻巡洋艦所搭載的6吋三聯裝砲塔重達154—167短噸（137.50—149.11長噸），而克里夫蘭級和法戈級輕巡洋艦則是165—173短噸（147.32—154.46長噸），每根線膛炮管長達25英尺（7.62）。砲塔搭載在炮座或是圓形樞軸以上，而該樞軸從數層甲板延伸到艦隻以內。拋射彈就存放在炮座底部的炮彈存儲室以內。每門火炮可將200枚炮彈存放在炮彈存儲室以內。炮彈通過捲揚機供應給火炮。
而推進藥存庫位於炮彈存儲室下方，並且通過推進藥捲揚機供應給火炮。空的推進藥罐可通過砲塔背面的拋殼口從砲塔內拋出。當該艦炮開火時，在砲塔後方的甲板以上看到打空的黃銅製推進藥罐堆積起來的場面並不罕見。砲塔本身的表面裝有厚達6.5英寸（165.10）的裝甲板，可以10°／秒的速度迴旋跟隨其目標。
每座砲塔需要3名軍官和52名士兵。
Mk 17艦炮安裝在Mk 18單裝炮架以上，重達15.4 short ton（13.97 t）。

## 搭載艦船
| 艦級       | 安裝艦炮數量           | 艦隻數量 | 服役期間      |
| ---------- | ---------------------- | -------- | ------------- |
| 布鲁克林级 | 15門（五座三聯裝砲塔） | 7        | 1937年—1982年 |
| 圣路易斯級 | 15門（五座三聯裝砲塔） | 2        | 1939年—1976年 |
| 克里夫蘭級 | 12門（四座三聯裝砲塔） | 27       | 1942年—1979年 |
| 法戈級     | 12門（四座三聯裝砲塔） | 2        | 1945年—1950年 |

| 艦隻／艦級           | 安裝艦炮數量           | 艦隻數量 | 服役期間      |
| -------------------- | ---------------------- | -------- | ------------- |
| 密西西比號（AG-128） | 2門（一座雙聯裝砲塔）  | 1        | 1946年—1956年 |
| 伍斯特级             | 12門（六座雙聯裝砲塔） | 2        | 1948年—1958年 |

| 艦級       | 安裝艦炮數量    | 艦隻數量 | 服役期間      |
| ---------- | --------------- | -------- | ------------- |
| 伊利級砲艦 | 4門（單裝砲架） | 2        | 1936年—1945年 |

## 流行文化
6吋47倍徑艦炮的Mk 16與Mk 16DP型在2015年戰遊網大型多人在线角色扮演射击游戏《戰艦世界》當中除了以史實形式搭載於從布鲁克林级（海倫娜號）到伍斯特级各型輕巡洋艦以外，其三聯裝提案型分別以“Mark 17”與“Mark 16”之名將四座與五座搭載於其架空美國銀幣系IX級輕巡洋艦西雅圖號與最高等級的超級（☆級）輕巡洋艦傑克遜維爾號以上；以後還將基於同型艦炮的另一款三聯裝提案型在同遊戲的另一次更新中，將三座與兩座搭載於其架空泛美銀幣系輕巡洋艦桑坦德號和聖•馬丁號（另外也搭載兩座雙聯裝炮塔型，採用3–2–2–3佈置）以上。而中國智能手机遊戲《碧藍航線》與戰艦世界的第二次聯動活動當中，在西雅圖號的艦娘登場的同時，亦讓“Mark 17”三聯裝艦炮沿用相關資料登場，並命名為「试作型三联装152mm高平两用炮Mk17」。

### 年代、功能、性能相近的其他火炮
- BL 6吋Mk XXIII後裝艦炮：英國研製的6英吋輕巡洋艦炮
- 150毫米SK C/25型艦炮（英语：15 cm SK C/25）：德國研製的150毫米輕巡洋艦炮，具有更高的初速
- 150毫米SK C/28型艦炮：同樣是德國研製的150毫米輕巡洋艦炮
- 152公釐55倍徑1934年型與1936年型艦炮（英语：152 mm/55 Italian naval gun Models 1934 and 1936）：意大利研製的152毫米輕巡洋艦炮，具有更高的初速
- 三年式155公厘艦炮：日本研製的155毫米中口徑艦炮，口徑稍大

## 尚存的例子
如今，世界上僅存的少數6吋三聯裝砲塔架之一，就搭載在位於纽约州水牛城尼亚加拉河畔的水牛城伊利郡海軍軍事公園的小岩城號（CG-4）博物館艦以上。

## 資料來源
1. 1 2 3 4 5 6 7 8  . navweaps.com. 6 December 2012  [15 May 2016]. （原始内容存档于2016-05-20）.
2. ↑  .   [2020-03-23]. （原始内容存档于2011-06-30）.
3. ↑  .   [2020-03-23]. （原始内容存档于2016-05-20）.
4. ↑  Campbell, p. 134
5. ↑  Lundgren, Robert; Worth, Richard. . Navweaps.com. 27 November 2009  [3 August 2016]. （原始内容存档于2017-10-13）.
6. 1 2 3 4 5  .   [2020-03-23]. （原始内容存档于2020-02-25）.
7. ↑  .   [2020-03-23]. （原始内容存档于2016-07-09）.
8. ↑  .   [2020-03-23]. （原始内容存档于2011-05-14）.

## 實地考察
本文包含了來自公共信息的文字，而這些資料就在位於纽约州水牛城尼亚加拉河畔的水牛城伊利郡海軍軍事公園的小岩城號（CG-4）博物館艦以上展出。

## 外部連結
- （英文）——NavWeaps, 
  - 6"/47 (15.2 cm) Mark 16,navweaps.com （页面存档备份，存于）, retrieved 18 Mar 20.
  - 6"/47DP (15.2 cm) Mark 16,navweaps.com （页面存档备份，存于）, retrieved 18 Mar 20.
  - 6"/47 (15.2 cm) Mark 17,navweaps.com （页面存档备份，存于）, retrieved 18 Mar 20.